# Il gabbiano (film 1968)
Il gabbiano (The Sea Gull) è un film del 1968 diretto da Sidney Lumet.

## Trama
In una casa russa sulle rive di un lago, emergono i conflitti sentimentali e artistici di un eclettico gruppo di personaggi. Irina Arkadina, attrice ormai in declino, è venuta a trovare il fratello Sorin, un funzionario pubblico in pensione con problemi di salute, e ha portato con sé il suo amante, l'affermato scrittore di successo Trigorin. Il figlio di Irina, il cupo drammaturgo sperimentale Konstantin, adora l'ingenua Nina, giovane vicina di casa di Sorin; Nina a sua volta rimane affascinata da Trigorin. Le loro interazioni provocano lentamente la disintegrazione morale e spirituale della comitiva e alla fine portano alla tragedia.